# Cosne-Cours-sur-Loire
Cosne-Cours-sur-Loire es una localidad y comuna francesa, situada en el departamento de Nièvre en la región de Borgoña.

## Demografía
| 9600 | 10 588 | 12 088 | 12 463 | 12 123 | 11 399 |
| Para los censos de 1962 a 1999 la población legal corresponde a la población sin duplicidades (Fuente: INSEE [Consultar]) |        |        |        |        |        |